# Rainer Bonhof
Rainer Bonhof (Emmerich am Rhein, 29 marzo 1952) è un dirigente sportivo, allenatore di calcio ed ex calciatore tedesco, di ruolo centrocampista, dal 2024 presidente del Borussia Mönchengladbach.
Come giocatore fu attivo negli anni settanta e nei primi anni ottanta. Con la Germania Ovest fu campione del mondo nel 1974 e campione d'Europa nel 1972 e nel 1980. È l'unico giocatore non spagnolo ad avere vinto 2 edizioni del Campionato europeo di calcio.

## Carriera

### Giocatore
Divenuto il più giovane campione del mondo dell'allora Nazionale tedesca occidentale il 7 luglio 1974 nell'edizione giocata in casa, in occasione della finale contro l'Paesi Bassi Bonhof fu autore dell'assist per il gol della vittoria siglato da Gerd Müller.
Nella sua carriera militò tra le file di SuS Emmerich (fino al 1970), Borussia Mönchengladbach (1970-78), Valencia (1978-80), Colonia (1980-83) e Hertha Berlino (1983). Fu con il Borussia che ottenne i maggiori successi, facendo parte della forte squadra di cui il club disponeva negli anni settanta.
Centrocampista, era uno specialista del calcio di punizione e molto abile nelle verticalizzazioni. All'ex portiere del Liverpool Ray Clemence si attribuiscono dichiarazioni in cui rivelava la sua paura per i tiri di Bonhof, prima della finale della Coppa dei Campioni 1976-1977 tra i Reds e il Gladbach. Le preoccupazioni di Clemence si dimostrarono fondate nel marzo 1978, quando l'estremo difensore si abbassò rapidamente per evitare un calcio di punizione da 25 metri di Bonhof che parve diretto proprio verso il capo del portiere. Bonhof vinse il premio di "Gol del mese" in Bundesliga in tre occasioni.
Nel 1983 la sua carriera si interruppe bruscamente per via di un serio infortunio alla caviglia.

### Allenatore
Bonhof, in seguito al ritiro dal calcio giocato, passò a ricoprire il ruolo di allenatore dopo aver ottenuto il patentino nel 1988. È stato assistente allenatore di Berti Vogts nella Nazionale tedesca per un periodo di otto anni (1990-1998), durante il quale ha rivestito anche il ruolo di prima allenatore della Nazionale tedesca Under-20 nel 1993. È diventato poi allenatore della Nazionale tedesca Under-21 (1998), del Borussia Mönchengladbach (1998-1999), del Kuwait SC (2000-2001) e della Nazionale scozzese Under-21 (2002-2005).

### Altre attività
Il 1º settembre 2006 ha firmato un contratto con il Chelsea, diventando l'osservatore del club per Germania e Austria. Il contratto con il Chelsea si è concluso il 31 ottobre 2008.
Nel 2009 è diventato vicepresidente del Borussia Mönchengladbach, per poi diventarne presidente nel 2024.

### Nazionale
Esordisce in nazionale il 26 maggio 1972, in Germania Ovest-URSS, vinta dai tedeschi per 4-1, subentrando all'inizio del secondo tempo a Horst Höttges. Nel 1972 viene convocato per gli Europei, che vincerà senza mai scendere in campo. Il 30 giugno 1974, in Germania Ovest-Svezia, vinta dai tedeschi per 4-2, segna la sua prima rete con la nazionale. Nel 1974 vince il Mondiale di calcio 1974. Nel 1976 è vicecampione d'Europa. Vince gli Europei del 1980, in cui tuttavia non scende mai in campo a causa di un infortunio. Il 7 gennaio 1981 gioca la sua ultima partita in nazionale: Brasile-Germania Ovest (terminata 4-1 per i brasiliani). Ha collezionato in totale 53 presenze e 9 reti.

## Statistiche

### Presenze e rei nei club
| Stagione                   | Squadra                    | Campionato                 | Campionato | Campionato | Totale | Totale |
| Stagione                   | Squadra                    | Comp                       | Pres       | Reti       | Pres   | Reti   |
| -------------------------- | -------------------------- | -------------------------- | ---------- | ---------- | ------ | ------ |
| 1970-1971                  | Borussia M'gladbach        | BL                         | 11         | 1          | 11     | 1      |
| 1971-1972                  | Borussia M'gladbach        | BL                         | 33         | 2          | 33     | 2      |
| 1972-1973                  | Borussia M'gladbach        | BL                         | 34         | 5          | 34     | 5      |
| 1973-1974                  | Borussia M'gladbach        | BL                         | 29         | 5          | 29     | 5      |
| 1974-1975                  | Borussia M'gladbach        | BL                         | 28         | 6          | 28     | 6      |
| 1975-1976                  | Borussia M'gladbach        | BL                         | 30         | 5          | 30     | 5      |
| 1976-1977                  | Borussia M'gladbach        | BL                         | 33         | 6          | 33     | 6      |
| 1977-1978                  | Borussia M'gladbach        | BL                         | 33         | 12         | 33     | 12     |
| Totale Borussia M'gladbach | Totale Borussia M'gladbach | Totale Borussia M'gladbach | 231        | 42         | 231    | 42     |
| 1978-1979                  | Valencia                   | PD                         | 32         | 6          | 32     | 6      |
| 1979-1980                  | Valencia                   | PD                         | 28         | 4          | 28     | 4      |
| Totale Valencia            | Totale Valencia            | Totale Valencia            | 60         | 10         | 60     | 10     |
| 1980-1981                  | Colonia                    | BL                         | 31         | 5          | 31     | 5      |
| 1981-1982                  | Colonia                    | BL                         | 34         | 9          | 34     | 9      |
| 1982-gen. 1983             | Colonia                    | BL                         | 9          | 0          | 9      | 0      |
| Totale Colonia             | Totale Colonia             | Totale Colonia             | 74         | 14         | 74     | 14     |
| gen.-giu. 1983             | Hertha Berlino             | BL                         | 6          | 1          | 6      | 1      |
| Totale carriera            | Totale carriera            | Totale carriera            | 371        | 67         | 371    | 67     |

## Palmarès

### Club

#### Competizioni nazionali
- Campionato tedesco: 4

Borussia Mönchengladbach: 1970-1971, 1974-1975, 1975-1976, 1976-1977
- Coppa di Germania: 2

Borussia Mönchengladbach: 1972-1973
Colonia: 1982-1983
- Coppa di Spagna: 1

Valencia: 1978-1979

#### Competizioni internazionali
- Coppa UEFA: 1

Borussia Mönchengladbach: 1974-1975
- Coppa delle Coppe: 1

Valencia: 1979-1980

### Nazionale
- Campionato d'Europa: 2

Belgio 1972, Italia 1980
- Campionato mondiale: 1

Germania Ovest 1974